# Чистий доход суспільства
Чи́стий дохід суспі́льства - частина національного доходу, що виступає як додатковий продукт.
Реальною соціальною альтернативою є теза «багаті індивіди — багате суспільство» і антитеза «багате суспільство — бідні громадяни». Розв'язання цієї дилеми завжди перебувало в центрі уваги різних соціальних рухів, традиційно відображалось в утопіях справедливого, гуманного перетворення дійсності.
Можливо, історія людства колись дасть відповідь на комплекс питань про революційне та еволюційне формування рівності в доходах, насильницький перерозподіл багатства, принципи соціальної справедливості, створення матеріальних умов для всебічного розвитку кожного індивіда суспільства.
Одним з найважливіших показників добробуту населення є його реальні
доходи, на підставі яких прогнозується загальний обсяг, структура і
динаміка споживання населенням матеріальних благ та послуг, склад і
джерела доходів населення, розмір і рівень диференціації доходів окремих
соціальних груп.
Планування та регулювання доходів має враховувати принцип нерівності
формування й розподілу доходів у суспільстві. Досвід інших країн
свідчить, що цей принцип є відносно стабільним — економічне піднесення в
будь-якій країні збільшує її доходи в цілому, але не веде до суттєвих
змін тієї частки сукупного доходу, яку одержують конкретні групи
населення чи категорії сімей. Причинами нерівності утворення й розподілу
доходів є: різниця у фізичних та розумових здібностях людей, в їхній
освіті та професійній підготовці, у складі сімей, у наявності власності
(житло, земля, виробниче устаткування, акції тощо).
Коли диференціація доходів у суспільстві є завеликою, то виникає
бідність, яка створює загрозу для нормального процесу відтворення
суспільства. Бідність визначається показником прожиткового мінімуму,
який постійно змінюється внаслідок зміни цін на ринку товарів та послуг.
Нерівність у доходах членів суспільства та їхніх сімей мусить коригувати
держава через податкову політику: високі доходи оподатковуються за
високими ставками, а доходи, що не перевищують прожиткового мінімуму,
можуть бути взагалі звільнені від оподаткування.
Податкові надходження потім перерозподіляються в порядку компенсації
людям, що несуть особливі фінансові витрати (скажімо, на утримання
дітей, інших непрацездатних членів сім’ї). Такі заходи встановлюються в
законодавчому порядку і систематично переглядаються відповідно до
економічної та соціальної ситуації в країні. Крім того, держава має
забезпечити надання цільової допомоги громадянам, що мають низькі
доходи, не тільки з тим, щоб ці люди мали змогу утриматись на певному
життєвому рівні, а й із тим, щоб вони могли робити хоч якісь невеличкі
заощадження. Для цього державними структурами розробляються спеціальні
програми зі збільшення заощаджень у населення, стимулювання укладання
договорів страхування життя, забезпечення участі громадян у формуванні
та розподілі доходів підприємств, заохочення участі в будівництві житла
та присадибних споруд.
На думку західних учених і фахівців саме нерівність доходів членів
суспільства стимулює виробництво, створює передумови для піднесення
економіки, збільшення доходів кожної сім’ї, тобто є шляхом до
індивідуальної свободи, до гартування підприємницького духу. В ім’я
збільшення доходів суспільство розвиває продуктивні сили, оновлює
технологію виробництва, штовхає вперед науку, винаходить нові товари і
послуги. Ясна річ, що це справедливо тільки до певної межі. Занадто
велика різниця в доходах, як уже було сказано, є причиною соціального
напруження і можливого соціального збурення в суспільстві.